# Шохонка (приток Парши)

Шохонка — река в России, протекает в Родниковском районе Ивановской области. Устье реки находится в 33 км по правому берегу реки Парша. Длина реки составляет 12 км.
Исток реки находится в деревне Борщево, являющейся южным пригородом города Родники. Река течёт на юг, протекает деревни Половчинново, Малышево, Старое Село и Николаевка. Впадает в Паршу у деревни Коробейкино.

## Данные водного реестра
По данным государственного водного реестра России относится к Окскому бассейновому округу, водохозяйственный участок реки — Клязьма от города Ковров и до устья, без реки Уводь, речной подбассейн реки — бассейны притоков Оки от Мокши до впадения в Волгу. Речной бассейн реки — Ока.
По данным геоинформационной системы водохозяйственного районирования территории РФ, подготовленной Федеральным агентством водных ресурсов:
- Код водного объекта в государственном водном реестре — 09010301112110000033334
- Код по гидрологической изученности (ГИ) — 110003333
- Код бассейна — 09.01.03.011
- Номер тома по ГИ — 10
- Выпуск по ГИ — 0